# ويليام وايت كلارك
ويليام وايت كلارك (بالإنجليزية: William White Clark)‏ هو محامي وسياسي أمريكي، ولد في 23 سبتمبر 1819، وتوفي في 6 أغسطس 1883. انتخب عضو مجلس نواب جورجيا.